# Camille Muffat
Camille-Marie Manuella Muffat (Nice, 28 de outubro de 1989 – Villa Castelli, 9 de março de 2015) foi uma nadadora francesa.
Havendo iniciado sua carreira no clube de natação francês "Olympic Nice Natation", em sua cidade natal, era, no início, especialista nas provas de medley e de nado livre em estilo "crawl". Sua carreira se estendeu de 2005 a 2014, e é considerada uma das mais importantes nadadoras francesas da história.[carece de fontes?]
Nos Jogos Olímpicos de Londres 2012, foi campeã dos 400 metros livres, bem como medalhista de prata nos 200 metros livres e bronze com a equipe francesa na prova do revezamento 4x200 metros livres.
Em 9 de março de 2015, Muffat foi uma das vítimas do acidente aéreo entre dois helicópteros no noroeste da Argentina. O acidente aconteceu durante a gravação de um reality show francês chamado "Dropped". Além da nadadora, morreram os também desportistas franceses Florence Arthaud e Alexis Vastine, além de quatro membros da produção do programa e os dois pilotos das aeronaves. Até hoje as causas deste acidente seguem desconhecidas.

## Vida pessoal
Camille era a segunda mais velha dos três filhos do casal Guy e Laurence Muffat, possuindo uma irmã mais velha, Chloé, e um irmão mais novo, Quentin. O pai de Muffat é fisioterapeuta e sua mãe, enfermeira.
Ao terminar o ensino médio, Muffat passou a cursar faculdade de economia, beneficiando-se de programa francês especializado em atletas de alto rendimento, conhecido como "sport-étude", que também estudam. No entanto, abandonou os estudos para se dedicar à carreira de nadadora.

## Carreira

### 2005–2007
Muffat se destacou pela primeira vez em 2005, ao derrotar Laure Manaudou na prova dos 200 metros medley, no Campeonato Francês de Natação, realizado em Nancy. Ao vencer a prova, quebrou o recorde nacional francês que também era detido por Manaudou.
Meses mais tarde, venceria novamente a prova dos 200 m medley, no Campeonato Europeu Juvenil, realizado em Budapeste, Hungria. Na mesma competição foi também medalhista de prata na prova dos 100 m livre.
Em 2006, estreou no Campeonato Europeu adulto, nadando uma das pernas do revezamento 4x100 m livre pela França. Um mês mais tarde, no Campeonato Mundial Juvenil realizado no Rio de Janeiro, a nadadora levou quatro medalhas, uma delas de ouro. Em dezembro de 2006, alcançou seu primeiro pódio adulto internacional, durante o Campeonato Europeu em Piscina Curta, realizado em Helsinque, Finlândia.
Em 2007, participou pela primeira vez de um Campeonato Mundial adulto, em Melbourne, Austrália. Ao final do ano, ela obteve sua primeira vitória em competição adulta, ao vencer os 200 m medley no Campeonato Europeu adulto em Piscina Curta, realizado em Debrecen, Hungria. Na mesma competição, Muffat conquistou, também, medalha de bronze na prova dos 400 m medley.

### 2008–2011
Em março de 2008, Muffat conquistou sua primeira medalha em uma prova internacional em piscina olímpica numa competição adulta, ao vencer a prova dos 200 m medley no Campeonato Europeu, em Eindhoven, nos Países Baixos.